# Rilindja Demokratike
Rilindja Demokratike (alb. „Demokratyczne Odrodzenie”) – albański dziennik, wydawany przez Demokratyczną Partię Albanii. Pierwszy numer ukazał się 5 stycznia 1991, początkowo liczył 6 stron i kosztował 1 leka.